# James Rinaker
(Logan in protesta agli incarichi datigli da Rinaker)
James Rinaker, il cui vero nome Shadoen è Wraith, è un personaggio immaginario e il principale antagonista della serie televisiva animata Roswell Conspiracies, creata da Kaaren Lee Brown. È doppiato in originale da Alex Zahara ed in italiano da Enrico Bertorelli.
Per tutta la serie il personaggio tira i fili della cospirazione attorno cui ruotano le vicende, ma il suo ruolo antagonistico è mascherato da un forte velo di ambiguità e diventa chiaro solo nel finale, quando si scopre la sua vera forma.
Anche dopo le rivelazioni conclusive, sarà dato solo agli spettatori di conoscere il vero nome del personaggio, poiché dai protagonisti continuerà a farsi chiamare Rinaker.

## Caratteristiche

Caricatura di un "Man in Black", fonte d'ispirazione per il design di Rinaker

Come umano Rinaker è un uomo alto, imponente e magro con i capelli grigi (rossi in gioventù) e due occhi d'acciaio, grigi, sottili e misteriosi. Ha dei lineamenti secchi e spigolosi contornati da numerose rughe che demarcano ulteriormente la sua espressione severa e impassibile. Veste sempre in giacca e cravatta, con un completo blu o grigio scuro, camicia bianca, cravatta nera e scarpe nere.
Da Shadoen, Wraith si presenta invece simili a un insetto di dimensioni gigantesche (circa quattro metri in totale), con quattro zampe posteriori che terminano in artigli appuntiti, più quattro anteriori (due ai lati dell'addome ed un paio di braccia nel tronco superiore) che si allargano alle estremità in artigli alle chele di un'aragosta per un totale di otto arti. La sua testa è molto grande e rivestita come il dorso da un guscio solido, creando un profilo simile a quello di un cobra, ha quattro canini di cui due enormi nella mascella inferiore mentre è sprovvisto di denti nella mascella superiore, da cui emergono due appendici mascellari simili a quelle delle piattole. È provvisto di quattro occhi dei quali i superiori che possono lanciare raggi laser e solo gli inferiori adibiti alla vista. Nella sua prima apparizione è mostrato alla luce del bunker dell'Alleanza ed appare marrone, ma in seguito verrà mostrato solo sotto le luci soffuse della nave madre Shadoen, che gli conferiscono un colorito bluastro diffuso.

Distintivo di un generale della United States Army; il grado di Rinaker.

È un uomo inflessibile, duro, privo di compassione, brusco, autoritario ed ambiguo disposto a tutto perché l'Alleanza non esca allo scoperto. Militare dalla brillante mente tattica e strategica dimostra un'incredibile capacità di comando, accentuata dall'apparente mancanza di scrupoli che lo porta a considerare i caduti sul campo di battaglia come inevitabili sacrifici per mantenere anche il più piccolo vantaggio nella guerra tra le razze della Terra. Rinaker si presenta fin dal primo episodio come un uomo dal passato burrascoso che sa più di quanto voglia rivelare, ma nonostante le sfumature il suo personaggio viene visto come positivo e schierato dalla parte dei protagonisti.
Rinaker è unanimemente visto male da tutti i suoi sottoposti, che lo considerano troppo rigido e discutono spesso i suoi metodi bruschi, in specie mandare gli uomini in missione senza dare a questi un quadro completo per preservare la sicurezza nazionale. Tuttavia in definitiva ammettono tutti che svolga il suo lavoro nel modo più completo e lo rispettano come leader, sebbene lui e Logan abbiano una discussione etica: in ogni episodio infatti, anche l'ex-cacciatore di taglie riconosce la professionalità di Rinaker e capisce la sua posizione, pur diffidando profondamente di lui.
Più la serie va avanti però, più la figura di Rinaker diviene ombrosa, cupa e d'intralcio ai protagonisti, fino a che si rivelerà essere l'insospettabile principale antagonista e pomo della discordia tra le varie razze aliene: uno Shadoen.
Il vero nome del generale, Wraith (letteralmente: "spettro"), è inoltre molto simile alla parola "Wrath", che in inglese indica uno dei sette peccati capitali, l'"ira".

## Biografia del personaggio

### Antefatti

#### Il vero Rinaker
James Rinaker nacque a Roswell, Nuovo Messico nel 1917. Entrato nell'esercito degli Stati Uniti d'America fece carriera velocemente, tanto che a trent'anni era già divenuto capitano sotto i comandi del generale Arthur Logan, il quale fidandosi ciecamente di lui lo rese partecipe della sua più grande scoperta: l'esistenza aliena e la loro presenza sulla Terra da secoli. I due assieme a Jackson Trueblood e Adrian Gomez decisero di tenere segreta la notizia al governo per non creare l'allarmismo e dunque inscenarono l'incidente di Roswell per distogliere l'attenzione dell'opinione pubblica dalla verità, assieme a quella del governo (che costruirà l'Area 51), e mentre il mondo guardava dalla parte sbagliata essi si organizzarono e costruirono un'organizzazione capace di contrastare le razze aliene sulla Terra e proteggere l'umanità, fondando così l'Alleanza.
A questo punto però accadde un evento che cambiò il corso della storia: nel 1946 James Rinaker venne segretamente ucciso dagli Shadoen, i quali prelevarono il suo DNA e lo clonarono lasciando il suo corpo nel deserto di Roswell. In seguito inserirono il DNA e le memorie del loro miglior agente, Wraith, nel corpo clonato di Rinaker e gli fecero impersonare il generale allo scopo di indebolire l'Alleanza dall'interno, in quanto unico ostacolo alla loro prossima invasione.

#### Il finto Rinaker
Lo Shadoen nei panni di Rinaker rimase nell'Alleanza subentrando al ruolo del generale Logan dopo la sua morte ed addestrando suo figlio Walter, il quale desiderava la pace tra le varie razze e fece diversi tentativi di unificare l'Alleanza ed il Condotto. Rinaker fece sfumare tutti i tentativi di Walter Logan di instaurare la pace con le razze aliene della Terra, senza però riuscire a farlo demordere: al contrario riuscì a insospettirlo e, notandolo decise di metterlo a tacere prima che divulgasse i suoi sospetti. L'estate del 1978 quindi, lo prese di sorpresa mentre stava lasciando la città con la moglie e il figlio e lo rapì per metterlo in ibernazione simulando la sua scomparsa e muovendo le indagini sulla sua ricerca in tutt'altra direzione. In seguito incaricò l'agente Nathan Boyer di impersonare Walter Logan perché ne crescesse il figlio Nick, il quale avrebbe potuto essere utile ai suoi piani in futuro.
Nei successivi ventun'anni, Wraith/Rinaker operò nell'inasprire da dietro le quinte i rapporti tra le varie razze aliene e la stessa Alleanza, così da rendere la loro guerra sempre più brutale.

### Nella serie
Nel 1999 recluta Nick Logan e Sh'lainn Blaze in qualità di membri dell'alleanza per sfruttarli come pedine di valenza maggiore nella sua calcolata partita a scacchi, la prima missione cui assegnerà i due consisterà nel recuperare una bomba EMP dalle mani degli Yeti, missione che verrà tuttavia complicata da Ruck e porterà solo alla cattura di Ti-Yet e di un buon numero di Licantropi. In seguito però il Licantropo riuscirà a scappare ed a recuperare la bomba, e sarà proprio Ti-Yet a riportarla nelle mani dell'Alleanza dopo aver offerto i suoi servigi come agente.
Dopo svariate altre missioni affidate ai due agenti, ed altrettanti scontri verbali con Logan, Rinaker taglierà l'irruento ex-cacciatore di taglie fuori dalle indagini costringendolo ad una vacanza, ma esso non volendo sentire ragioni continua il lavoro da solo imbattendosi nel Condotto. Preoccupato che scopra più di quanto debba, Rinaker ordinerà la sua eliminazione come conseguenza dell'atto di insubordinazione. Logan si allea tuttavia con Sh'lainn e Sith, ex-agente dell'Alleanza e Shadeon sotto mentite spoglie che disapprova la lentezza d'esecuzione del piano di Rinaker e dunque, penetrato nel cuore dell'Alleanza tenterà di farla saltare in aria ma verrà fermato ed ucciso da Logan, che da allora sembrerà più convinto delle buone intenzioni di Rinaker.
Diverso tempo dopo sabota una nave volante dell'Alleanza che doveva essere usata per disegnare un cerchio nel grano (parte dei lavori di copertura volti a far sembrare gli alieni favole urbane): di conseguenza lo strumento a in avaria e precipiterà al suolo, mentre Ti-Yet, che era a bordo, viene catturato dagli uomini dell'Area 51 e Rinaker manda Logan, Sh'lainn, Nema e Fitz a recuperarlo introducendovisi. Il suo scopo è in realtà raccogliere informazioni su quanto contenutovi. Il lavoro dei quattro conduce al ritrovamento dello scheletro del vero Rinaker, e quindi Wraith, prima di rischiare di essere identificato, decide dunque di passare alla fase finale del suo piano.
All'inizio del 2000 Wraith ha portato a segno colpi quali la morte di Hanek, la decimazione dei Vodun e la deattivazione dei Ciclopi, ed in seguito ad un errore di Fitz che rivela agli alieni sulla Terra l'ubicazione della base dell'Alleanza, e per non essere scoperto da Logan e Sh'lainn decide di portare la sua missione alla conclusione processando Logan come traditore e facendolo arrestare con l'intento di toglierselo dai piedi prima che il cacciatore di taglie scopra troppo. Qui il suo piano subisce due importanti falle: per prima cosa Sh'lainn instaura un legame psichico con Logan il quale ricollega Rinaker alla sparizione di suo padre costringendolo dunque ad inventarsi la storia che l'ha fatto perché il padre voleva dare troppo potere agli alieni, in più Wraith/Rinaker perde della fedeltà di Trueblood, che eseguendo l'ordine di scortare Logan al Livello Omega per essere ibernato tradisce il generale, fornendo all'ex-cacciatore di taglie l'arma per liberarsi, liberare il padre e fuggire per muovere un attacco all'Alleanza assieme ai militari dell'Area 51.

Rinaker nella sua vera forma aliena di Shadoen, chiamato Wraith, mentre tenta di uccidere Logan.

Rinaker dunque sigilla il bunker dell'Alleanza e nel frattempo manda alla nave madre l'ordine di iniziare l'invasione. Nel farlo viene scoperto dalla Smith-Heisen e dunque la uccide per metterla a tacere. Intanto gli uomini dell'Alleanza iniziano a diventare sospettosi e tentano in tutti i modi di lasciare il bunker mentre Logan muove l'attacco frontale assieme alle varie razze aliene unitesi per abbattere il nemico. Rinaker intanto innesca l'esplosione del cuore della base per distruggere tutti i nemici in un colpo, mentre si prepara a lasciare il luogo dell'esplosione incontra Logan sulla sua strada ed i due si confrontano sul piano fisico e poi verbale scambiandosi le seguenti frasi:
- Rinaker:«Oh, ex-agente Logan. Impressionante come sempre. Immagino vorrai delle risposte.»
- Logan:«No, so già abbastanza: Tu hai corrotto l'Alleanza, tu hai messo le razze aliene l'una contro l'altra, tu hai ucciso il vero Rinaker nel 1946 e hai preso il suo posto e questo significa solo una cosa: che sei uno Shadoen!»

Al che Wraith, alias Rinaker, si rivela nella sua vera forma aliena e prima di riuscire ad uccidere Logan viene contrastato da Trueblood, il quale rimane ucciso nello scontro ma dà agli agenti il tempo di evacuare il bunker prima che esploda. Wraith fugge dunque dalla sua nave madre e i superstiti dell'Alleanza uniti alle varie razze della Terra e guidati da Walter Logan organizzano la difesa per l'imminente invasione aliena degli Shadoen.

#### Epilogo
La guerra inizia con un grande vantaggio da parte degli Shadoen, i quali tentano di recuperare la bomba EMP nascosta da Trueblood prima di morire contro Wraith, l'Alleanza riesce tuttavia a simulare la distruzione della bomba impossessandosene ed a introdurre Sh'lainn e Athos (che si finge Logan) nella nave nemica fingendoli prigionieri. In seguito riescono a rompere la barriera delle navi Shadoen col sacrificio di Ruck e a teletrasportare la bomba, Nick e Walter all'interno dell'astronave madre mentre Wraith progetta di far esplodere la Luna e far piovere i suoi detriti sulla Terra distruggendola. Lo Shadoen da un'enorme prova di forza sconfiggendo Walter, armato di esoscheletro ed in seguito Logan nelle medesime condizioni, in seguito prenderà in pieno i colpi di Sh'lainn e verrà abbattuto dalla potenza incrementata del legame tra Logan e la Banshee che lo scaraventerà contro un muro rompendogli le gambe. Mentre la bomba sta per detonare ed i protagonisti si teletrasportano lontano, l'irriducibile Shadoen non si vuole arrendere e striscia fino ai comandi del cannone puntato verso la Luna ed arriva quasi a premere il pulsante prima di morire nell'esplosione EMP.

## Poteri e abilità

### Umano
Rinaker, nella sua forma umana condivide i limiti e le capacità di un comune essere umano, tuttavia si contraddistingue per la straordinaria abilità tattica e strategica tipica di un militare e la grande abilità di manipolazione altrui grazie a cui ha dato vita a tutti i complotti e le cospirazioni della serie.
Causa i trascorsi militari ed i vari addestramenti inoltre, il corpo di Rinaker (clonato e non) si presenta come allenato e forte. Le abilità in combattimento di Rinaker come umano sono in effetti mostrate ben poco nella serie ma non indifferenti.

### Shadoen
Come Shadoen, Wraith dispone delle abilità tipiche della razza, la sua forza è di gran lunga superiore a un Licantropo o uno Yeti e solleva pesi maggiori di venti tonnellate senza sforzo, è estremamente agile e può arrampicarsi ed aderire a qualsiasi superficie, sebbene non sia resistente quanto un Golem il suo corpo è dotato di un fattore rigenerante ed il suo sangue è velenoso. Similmente alle Banshee inoltre, può emettere energia dal paio di occhi superiori (i quali non sono adibiti alla vista). Ed è invulnerabile ad ogni sorta di arma a parte i fucili al plasma.
Di tutti gli Shadoen della serie Wraith è indubbiamente il più potente, data la sua immensa prova di forza nella battaglia finale contro Logan, Walter e Sh'lainn, che affronta contemporaneamente riuscendo a neutralizzare i primi due sebbene armati di esoscheletri e mettere in difficoltà la terza sebbene con poteri incrementati, cadendo solo sotto il colpo sferrato del legame vitale tra l'uomo e la Banshee, che comunque non bastano a ucciderlo ma solo a ferirlo.
Rinaker presenta inoltre una pressoché totale assenza dei punti deboli della sua specie legati all'equilibrio ed ha una prontezza di riflessi tale da muoversi più rapidamente di un proiettile.
Come utilizzato dagli Shadoen per assumere forma umana negli ultimi 54 anni dal 1946 Wraith ha impiantano il suo DNA e le sue memorie nel corpo umano clonato del vero Rinaker diventano in questo modo una copia esatta del generale. Questo sistema è il motivo per cui risultano invisibili anche agli occhi di Logan. È da considerare che uno Shadoen che veste spoglie umane normalmente compie un grande sforzo facendolo ed il travestimento non dura a lungo, ma Rinaker pur essendo in una posizione difficile è riuscito invece a mantenere le mentite spoglie per oltre cinquant'anni senza cedere alla tentazione di abbandonarle nemmeno se in pericolo di vita.
Proprio a causa della sua lunga permanenza tra gli umani inoltre, Rinaker è lo Shadoen che conosce maggiormente la razza, le loro tipiche reazioni emotive, le loro strategie belliche e le loro armi; questa abilità si rivela assai utile ed insidiosa durante la guerra.

## Le chiavi di Rinaker

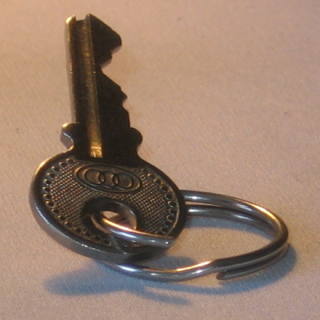
Una chiave montata su di un portachiavi circolare, identica per struttura a quelle del mazzo con cui si diletta Rinaker.

Il tic del personaggio di giocare con un mazzo di chiavi è uno degli elementi maggiormente focali della vicenda e che si ripetono con maggiore frequenza sulla scena. Ogni minuto di suspense o tensione narrativa in cui è presente il generale si accompagna al suono metallico delle chiavi che esso fa passare sulle dita una dopo l'altra. Oltre che elemento snervante ed enigmatico le chiavi divengono anche un elemento iconico volto a sottolineare Rinaker come personaggio misterioso, custode di innumerevoli segreti tenuti sotto lucchetto. Le chiavi possono inoltre rappresentare il potere detentivo in mano al personaggio, ovvero la sua abilità nel tenere la verità sotto chiave come vi tiene gli alieni arrestati dall'Alleanza.
Il gesto del personaggio ha valore iconico anche nella sigla originale dello show, la quale si apre con una panoramica sul falso incidente di Roswell accompagnata da una musica lenta che culmina in un crescendo e sprofonda nel silenzio con l'inquadratura di Rinaker che stringe in pugno le chiavi per poi ripartire con la vera colonna sonora.
Le chiavi creano inoltre un crescendo narrativo che culmina nell'episodio 36 con il processo a Logan ed il primo vero scatto d'ira di Rinaker che disintegra le chiavi metalliche stringendole nel pugno e successivamente crea una crepa sbattendolo sul tavolo. Dopo questo evento il protagonista nel momento di fusione psichica con Sh'lainn ricollegherà il rumore metallico presente nei suoi sogni ricorrenti e nelle sue memorie rimosse, al mazzo di chiavi dell'uomo, che quindi divengono elemento determinante nella scoperta della verità nascosta e nell'inquadramento di Rinaker come antagonista.
Un dettaglio che sottolinea l'abitudinarietà del gesto del personaggio è che esso, ritornato alla sua forma di Shadoen e dunque persa la possibilità di impugnare un oggetto, riprenderà il suo tic battendo tra di loro le estremità delle chele e producendo il medesimo suono.